# Всероссийский поэтический конкурс имени Николая Рубцова
Всероссийский поэтический конкурс им. Николая Рубцова проводится в целях поддержки молодых начинающих поэтов. Особая задача конкурса — поиск и поддержка молодых начинающих поэтов из числа детей-сирот и детей, оставшихся без попечения родителей. Девиз и второе название конкурса — «НЕ ОДНИ».
Конкурс проводится независимым оргкомитетом при поддержке органов государственной власти, органов местного самоуправления, некоммерческих благотворительных организаций, а также при поддержке попечителей. Среди некоммерческих благотворительных организаций, в разные годы поддерживающих конкурс, были: Центр творческого развития ребенка «Лира», Центр социальной адаптации «Опора» , Благотворительный фонд «Детский дом» , Центр личностного развития «Синяя птица» и другие. Конкурс проводится в рамках программы поддержки детского и юношеского творчества «Проявление» 

## История конкурса
Конкурс начинался в 2003 г. в Москве как поэтическое состязание ребят из детских домов, интернатов и приютов — всех тех, кто нуждался в поддержке и хотел выразить свои чувства в поэзии. С 2008 г. он приобрел общероссийский статус. Идея преобразования конкурса во всероссийский была горячо поддержана писателем и советником президента Анатолием Приставкиным. Одновременно было решено принимать стихи и «домашних» детей. Ведь второе название конкурса — «Не одни», и организаторы решили дать возможность заявить о себе любому начинающему поэту.

## Номинации конкурса
Работы участников оцениваются в трёх основных номинациях:
- в номинации «Не одни» рассматриваются стихи начинающих поэтов в возрасте от 7 до 29 лет; возрастные группы: 7-9 лет, 10-12 лет, 13-15 лет, 16-18 лет, 19 лет и старше; тема стихотворений — «Преодоление разобщённости между людьми»;
- в номинации «Истоки» рассматриваются стихи детей-сирот и детей, оставшихся без попечения родителей, в возрасте от 7 до 18 лет; возрастные группы: 7-9 лет, 10-12 лет, 13-15 лет, 16-18 лет; темы стихотворений произвольны;
- в номинации «Становление» рассматриваются стихи лиц из числа детей-сирот и детей, оставшихся без попечения родителей, в возрасте от 19 до 29 лет; темы стихотворений произвольны.

Решением Оргкомитета могут учреждаться специальные номинации Конкурса  Так, в 2011 г. совместно с музеем Н. М. Рубцова в Москве была учреждена специальная номинация конкурса — «За верность поэтическому слову Рубцова».

## Сроки проведения
Конкурс проводится на основании специального решения независимого оргкомитета, не чаще одного раза в два года.
Сроки проведения устанавливаются для каждого этапа конкурса: с 18 января до 15 марта текущего года — осуществляется прием заявок; с 15 марта по 11 апреля — проводится оценка поданных работ; с 12 апреля по 16 мая — объявляются результаты конкурса, проводится награждение участников.
Сроки проведения отдельных мероприятий определяется программой, которую участники могут получить в Оргкомитете.

## Основные мероприятия конкурса
Участники Конкурса могут работать в творческих лабораториях, посещать музыкально-поэтические гостиные, выступать на публичных чтениях, участвовать в иных мероприятиях, предусмотренных программой Конкурса.
В последнее время большой авторитет приобрел Смотр литературных объединений Всероссийского поэтического конкурса им. Николая Рубцова. В Смотре может принять участие любое литературное объединение.
Направления смотра: «Литературное объединение организации культуры», «Литературное объединение образовательной организации», «Литературное объединение организации для детей-сирот и детей, оставшихся без попечения родителей».
Литературным объединениям, получившим положительную оценку Экспертного совета, выдается свидетельство о присвоении статуса литературного объединения Всероссийского поэтического конкурса им. Николая Рубцова. Руководителям литературных объединений, получившим положительную оценку Экспертного совета, выдается удостоверение о присвоении статуса литературного наставника Всероссийского поэтического конкурса им. Николая Рубцова.
С 2013 г. юные поэты могут принять участие в аудиоспектаклях, поставленных на основе своих поэтических произведений.

### Награждение участников
Существуют две процедуры выдвижения кандидатов к награждению. Первая — традиционная для литературных состязаний — позволяет выдвигать кандидатов только членам жюри и только из числа участников конкурса. Таким образом, определяются лауреаты и дипломанты.
Вторая процедура позволяет выдвигать кандидатов к награждению любому заинтересованному лицу. Причем не только в отношении участников. Так, в соответствии с действующим Положением благодарностью Оргкомитета могут награждаться:
- участники Всероссийского поэтического конкурса им. Николая Рубцова, участники смотра литературных объединений Всероссийского поэтического конкурса им. Николая Рубцова, участники других мероприятий, предусмотренных программой Всероссийского поэтического конкурса им. Николая Рубцова, за творческие достижения;
- литераторы, журналисты, общественные деятели за профессиональные и творческие достижения;
- работники органов государственной власти, органов местного самоуправления, работники образовательных организаций, научных организаций, организаций культуры и иных организаций независимо от их организационно-правовых форм и форм собственности за профессиональные достижения.

При этом Оргкомитет не вправе отказать в приеме ходатайства о награждении, если достижения кандидата подтверждены рекомендацией члена Оргкомитета или положительным отзывом литературного наставника Всероссийского поэтического конкурса им. Николая Рубцова.
В соответствии с указанным порядком кандидат к награждению может быть отмечен также нагрудным знаком, памятной медалью и др. Однако таким образом кандидату не может быть присвоено звание лауреата или дипломанта.
Один из организаторов конкурса К. Д. Дмитриева подчеркивает значение нематериальных форм поощрения:
Мы стараемся поощрять победителей не только и не столько ценными подарками… Для нас важна именно творческая поддержка детей. Стихи большинства участников конкурса публикуются в альманахе, а стихи ребят из детских домов еще и в изданиях наших партнеров. Дети  приглашаются для участия в работе литературной гостиной, где могут получить поддержку профессиональных педагогов и литераторов. Очень интересные результаты появляются благодаря участию наших поэтов в творческих сборах и других мероприятиях конкурса
Награждение участников конкурса, как правило, проводится в Москве в Доме Нащокина.
В рамках конкурса проводятся мероприятия, не предполагающие определение победителей и проведение торжественных церемоний в их чествования. К таким мероприятиям относится, например, творческие вечера. Награждение участников подобных мероприятий проводится на очередном заседании Оргкомитета или по месту работы (обучения) награждённого.

## Лауреаты и дипломанты

### 2009 год
1. Мовсесян Рафаэль — лауреат, номинация «Не одни»[7]
2. Трусов Антон — лауреат, номинация «Истоки»[8]

### 2011 год
1. Малиновска Мария — лауреат, номинация «Не одни»[9]
2. Наумов Павел — дипломант, номинация «Истоки»

### 2013 год
1. Славин Виктор — лауреат, номинация «Не одни»
2. Гурова Анастасия — дипломант, номинация «Истоки»

### 2015 год
1. Васильева Любовь  — лауреат, номинация «Не одни»
2. Лапатина Людмила — лауреат, номинация «Истоки»

- Стихи победителей конкурса печатаются в Альманахе Всероссийского поэтического конкурса им. Николая Рубцова, а также в изданиях партнеров конкурса, например, в журнале для детских домов и школ-интернатов «Дети как дети».[источник не указан 2545 дней]
- В 2013 г. лауреату в номинации «Не одни» Мовсесяну Рафаэлю было официально присвоено звание попечителя Всероссийского поэтического конкурса им. Николая Рубцова. Собранные на творческом вечере поэта средства были переведены одному из талантливых детей Ивановского детского дома.[источник не указан 2545 дней]